# Thrixspermum javanicum
Thrixspermum javanicum är en orkidéart som beskrevs av Johannes Jacobus Smith. Thrixspermum javanicum ingår i släktet Thrixspermum och familjen orkidéer.
Artens utbredningsområde är Java. Inga underarter finns listade i Catalogue of Life.